# Club Deportivo Olímpic de Xàtiva
Il Club Deportivo Olímpic de Xàtiva è una società calcistica con sede a Xàtiva, nella Comunità Valenzana, in Spagna. 
Gioca nella Segunda División B, la terza serie del campionato spagnolo.
Fondata nel 1932, gioca le partite interne nel Campo de Futbol La Murta, con capienza di 9.000 posti.
Il 7 dicembre 2013 coglie contro il Real Madrid uno storico pareggio per 0-0, nell'andata dei sedicesimi di finale della Coppa del Re.
Nel 2018 Anuj Gupta, proprietario del Sudeva e presidente del Sudeva Moonlight, ha acquistato l'85% delle quote della società.

## Tornei nazionali
- 2ª División: 0 stagioni
- 2ª División B: 7 stagioni
- 3ª División: 41 stagioni

## Stagioni
| Stagione    | Categoria | Posizione |
| ----------- | --------- | --------- |
| 1940/41     | 3ª        | 2°        |
| 1941/42     | Regional  | —         |
| 1942/43     | Cat. reg. | —         |
| 1943/44     | 3ª        | 3°        |
| 1944/45     | Cat. reg. | —         |
| 1945/46     | 3ª        | 4°        |
| 1946/47     | 3ª        | 4°        |
| 1947/48     | 3ª        | 7°        |
| 1948/49     | 3ª        | 11°       |
| 1949/50     | 3ª        | 4°        |
| 1950/51     | 3ª        | 16°       |
| dal 1951-52 | Cat. reg. | —         |
| al 1955-56  | Cat. reg. | —         |
| 1956/57     | 3ª        | 4°        |
| 1957/58     | 3ª        | 4°        |
| 1958/59     | 3ª        | 1°        |
| 1959/60     | 3ª        | 1°        |
| 1960/61     | 3ª        | 1°        |
| 1961/62     | 3ª        | 5°        |
| 1962/63     | 3ª        | 6°        |
| 1963/64     | 3ª        | 8°        |
| 1964/65     | 3ª        | 5°        |
| 1965/66     | 3ª        | 16°       |

| Stagione | Categoria | Posizione |
| -------- | --------- | --------- |
| 1966/67  | 3ª        | 13°       |
| 1967/68  | 3ª        | 17°       |
| 1968/69  | Cat. reg. | —         |
| 1969/70  | Cat. reg. | —         |
| 1970/71  | Cat. reg. | —         |
| 1971/72  | 3ª        | 15°       |
| 1972/73  | 3ª        | 15°       |
| 1973/74  | 3ª        | 6°        |
| 1974/75  | 3ª        | 12°       |
| 1975/76  | 3ª        | 4°        |
| 1976/77  | 3ª        | 5°        |
| 1977/78  | 2ªB       | 8°        |
| 1978/79  | 2ªB       | 20°       |
| 1979/80  | 3ª        | 16°       |
| 1980/81  | 3ª        | 12°       |
| 1981/82  | 3ª        | 18°       |
| 1982/83  | Cat. reg. | —         |
| 1983/84  | Cat. reg. | —         |
| 1984/85  | Cat. reg. | —         |
| 1985/86  | 3ª        | 4°        |
| 1986/87  | 3ª        | 1°        |
| 1987/88  | 2ªB       | 4°        |
| 1988/89  | 2ªB       | 10°       |

| Stagione    | Categoria | Posizione |
| ----------- | --------- | --------- |
| 1989/90     | 2ªB       | 10°       |
| 1990/91     | 2ªB       | 20°       |
| 1991/92     | 3ª        | 10°       |
| 1992/93     | Cat. reg. | —         |
| 1993/94     | Cat. reg. | —         |
| 1994/95     | 3ª        | 8°        |
| 1995/96     | 3ª        | 16°       |
| 1996/97     | 3ª        | 4°        |
| 1997/98     | 3ª        | 4°        |
| 1998/99     | 3ª        | 14°       |
| 1999/00     | 3ª        | 19°       |
| dal 2000-01 | Cat. reg. | —         |
| al 2006-07  | Cat. reg. | —         |
| 2007/08     | 3ª        | 19°       |
| 2008/09     | Cat. reg. | —         |
| 2009/10     | 3ª        | 7°        |
| 2010/11     | 3ª        | 2°        |

| Stagione | Categoria | Posizione |
| -------- | --------- | --------- |
| 2011/12  | 2ªB       | —         |
| 2012/13  | 2ªB       | 5°        |
| 2013/14  | 2ªB       | 10°       |
| 2014/15  | 2ªB       | 8°        |
| 2015/16  | 2ªB       | 16°       |
| 2016/17  | 3ª        | 1°        |
| 2017/18  | 3ª        | 7°        |
| 2018/19  | 3ª        | 3°        |
| 2019/20  | 3ª        | 10°       |